# 長谷川宗広
長谷川 宗広（はせがわ むねひろ、生没年不詳）とは、江戸時代の大坂の浮世絵師。

## 来歴
初代長谷川貞信の門人かといわれる。大坂の人。作画期は嘉永元年（1848年）から慶応の頃にかけてで、宗広と称し中判の役者絵を描いている。

## 作品
- 「喜平治　木村治郎左衛門」　中判錦絵2枚続　池田文庫所蔵　※嘉永2年頃、『仮名手本忠臣蔵』より
- 「戻り馬八蔵・嵐吉三郎　馬士江戸平・尾上多見蔵　奴逸平・嵐璃珏」　中判錦絵3枚続　池田文庫所蔵　※安政4年（1857年）8月、大坂中の芝居『千金手綱恋染込』より
- 「僧正遍昭・実川延三郎　文屋康秀・坂東彦三郎　喜撰法師・坂東彦三郎　在原業平・嵐鱗子　大友黒主・嵐吉三郎　小野小町・坂東彦三郎」　中判錦絵3枚続　池田文庫所蔵　※万延元年（1860年）3月、中の芝居『六歌仙体綵』より